# Ха Жјанг (град)
Ха Жјанг (виј. Hà Giang) је град у Вијетнаму у покрајини Ха Жјанг. Према резултатима пописа 2009. у граду је живело 71.689 становника.